# Até que a Sorte Nos Separe
Até que a Sorte Nos Separe é um filme brasileiro dirigido por Roberto Santucci e estrelado por Leandro Hassum e Danielle Winits, lançado em 2012. O longa é inspirado no best seller Casais Inteligentes Enriquecem Juntos, de Gustavo Cerbasi.

## Enredo
Tino é um personal trainer e pai de família, namorado de Jane. Os dois ganham 100 milhões na Mega-Sena e passam a viver em uma vida luxuosa com o dinheiro da loteria. Depois de 16 anos, casados e com três filhos, sem terem investido ou guardado o dinheiro, eles passam por dificuldades financeiras. Seu vizinho, o Sr. Amauri escritor do livro "5 Regras da Riqueza", é um consultor de finanças burocrático que enfrenta uma crise no casamento com Laura que aceita ajudar o casal.
Para não ter que aceitar a situação com sua esposa, Tino pede ao seu amigo Vander que vá a sua casa assaltar as joias de Jane que estão no cofre de seu quarto para serem vendidas e arrecadar dinheiro, visto que não ocorreu do jeito que Tino planejou. Quando Jane engravida do terceiro filho, Tino é avisado pelo médico que ela não deve receber nenhuma notícia ruim.
Para a compra de novos objetos para o quarto de seu novo filho, ela vai a uma loja fazer compras, para que sua esposa não faça mais despesas ele recomenda um design para arrumar o quarto do filho, seu amigo Adelson. A não ter escapatória ele conta para seus filhos a situação em que se encontra. Tino vai a mando de Amauri a Olavo, tio de Jane para pedir dinheiro emprestado, que é um bilionário famoso, dono de uma rede de lojas. Ao voltar para casa sua mulher descobre que estão "pobres" e não perdoa seu marido por não saber quem ela era após 16 anos. Nisto ela sai de casa, se mudando para a antiga casa de sua mãe, que mora em Miami em uma casa comprada por Tino. Ao descobrir que Jane e seus filhos irão para o aeroporto, Tino vai ao local se encontrando com sua mulher, que ganha de seu tio uma loja. Dois meses depois, Jane tem seu terceiro filho, e após Amauri voltar com Laura descobre que ela será mãe de trigêmeos.

## Elenco
- Leandro Hassum como Faustino "Tino" Araújo Peixoto
- Danielle Winits como Janine "Jane" Mendes Peixoto
- Kiko Mascarenhas como Amauri Ferreira Alves Pinho
- Rita Elmôr como Laura Ferreira Alves Pinho
- Aílton Graça como Adelson / Jaques
- Rodrigo Sant' Anna como Vander
- Maurício Sherman como Olavo "Tio Olavinho" Mendes
- Julia Dalavia como Stefani "Teté" Araújo Peixoto
- Henry Fiuka como Faustino "Juninho" Araújo Peixoto Júnior
- Vitor Mayer como Bruno Ferreira Alves Pinho
- Marcelo Saback como Nelsinho
- Carlos Bonow como Rickson
- Júlio Braga como Guilherme
- Bruna Pietronave como Débora "Debinha"
- Marcos Pitombo como Tino (jovem)
- Luana De Nigro como Jane (jovem)
- Bruna Di Tullio como amiga da Laura
- Antônio Fragoso como médico
- Vanessa Bueno como mulher na academia
- Tamara Taxman como mãe da novela
- Mário Hermeto como leiloeiro

## Produção

### Desenvolvimento
No papel de Jane a Danielle Winits vive sua primeira protagonista no cinema, ela disse sobre o seu personagem:  É concebida especialmente para ela pelo roteirista, se enquadra no estereótipo do novo rico, mas vai além: "O personagem só teria valor se fosse humanizado, porque se ficasse só no estereótipo da loira, que vai na clínica estética, que malha, não seria singular. E a Jane pra mim é singular pelo todo que ela representa. Ela tem este interior de mãe de família, de guerreira, que dá a volta por cima, de aparentemente ser uma coisa e na verdade não ser. O externo não invalida o que a Jane é por dentro”.

### Filmagens
As filmagens deram inicio em janeiro e foram até fevereiro de 2012, foram filmados em vários pontos na zona sul do Rio de Janeiro. O diretor Roberto Santucci repetiu no novo trabalho alguns componentes da fórmula de sucesso de De Pernas pro Ar. Por outro lado, também por causa de Leandro Hassum, Santucci inovou em sua maneira de filmar, para extrair o máximo possível de um dos principais talentos do comediante: a improvisação em cena. “Para trabalhar com o Leandro neste filme eu mudei a filmagem mesmo. Trabalhamos com três câmeras ao mesmo tempo para dar liberdade a ele de criar e improvisar na hora. Segundo Roberto Santucci "A improvisação tem um frescor, Não dá pra ficar repetindo improvisação. Os primeiros takes são sempre os que valem mais”, conta o diretor.

## Recepção

### Crítica
O filme recebeu críticas negativas. O crítico Bruno Carmelo do site AdoroCinema.com deu 1 de 5 estrelas para o filme, ele disse: É mais um filme sintomático do modo Globo Filmes de produção, ele representa um certo tipo de humor burlesco e televisivo que é frequentemente associado às crianças", e comparou com "Os Três Trapalhões", disse também que: "Se o único problema fosse o roteiro esquemático o filme poderia até ser divertido Mas a parte técnica e as atuações beiram as piores esquetes de Zorra Total". Já no final de sua critica Carmelo diz que "Perdoa os filmes amadores".
Já o crítico Renato Marafon do website: CinePOP, disse que o filme: "É diversão instantânea, daquelas que te faz rir por alguns segundos e já pode ser descartada de seu cérebro", o critico disse mais ainda: "Nem o talento do comediante Leandro Hassum consegue salvar a produção".
O colunista da Reuters, Alysson Oliveira, disse que ao filme faltaram piadas e que o protagonista, Leandro Hassum usou "de caras, bocas e berros".

### Bilheteria
O longa-metragem alcançou 320 mil espectadores em seu primeiro fim de semana de exibição e se tornou a melhor abertura de um filme nacional em 2012. Em 15 de outubro de 2012, foram registrados mais de 1 milhão de ingressos vendidos em 405 salas em todo o Brasil, levando 1.665.519 pessoas aos cinemas desde o seu lançamento, em 5 de outubro.

## Sequências
Em 10 de outubro de 2012, a Paris Filmes anunciou duas sequências para o longa-metragem. Ambas tiveram apenas uma mudança no elenco, Camila Morgado assumindo o papel de Jane, em razão de Daniele estar atuando na novela Amor à Vida. A primeira continuação, Até que a Sorte nos Separe 2, foi lançada em 2013, e a terceira parte, Até que a Sorte nos Separe 3: A Falência Final, chegou aos cinemas em 2015.